# Petersburg (Dakota del Nord)
Petersburg és una població dels Estats Units a l'estat de Dakota del Nord. Segons el cens del 2000 tenia 195 habitants.

## Demografia
Segons el cens del 2000, Petersburg tenia 195 habitants, 82 habitatges, i 51 famílies. La densitat de població era de 73,1 hab./km².
Dels 82 habitatges en un 28% hi vivien nens de menys de 18 anys, en un 58,5% hi vivien parelles casades, en un 3,7% dones solteres, i en un 37,8% no eren unitats familiars. En el 36,6% dels habitatges hi vivien persones soles el 23,2% de les quals corresponia a persones de 65 anys o més que vivien soles. El nombre mitjà de persones vivint en cada habitatge era de 2,38 i el nombre mitjà de persones que vivien en cada família era de 3,14.
Per edats la població es repartia de la següent manera: un 27,2% tenia menys de 18 anys, un 3,6% entre 18 i 24, un 25,6% entre 25 i 44, un 20% de 45 a 60 i un 23,6% 65 anys o més.
L'edat mediana era de 42 anys. Per cada 100 dones de 18 o més anys hi havia 97,2 homes.
La renda mediana per habitatge era de 37.679 $ i la renda mediana per família de 42.750 $. Els homes tenien una renda mediana de 30.250 $ mentre que les dones 21.250 $. La renda per capita de la població era de 17.634 $. Entorn del 4,6% de les famílies i el 6,1% de la població estaven per davall del llindar de pobresa.

## Poblacions més properes
El següent diagrama mostra les poblacions més properes.